# Selçuk Uluergüven
Selçuk Uluergüven (1 de enero de 1941 - 8 de enero de 2014) fue un actor turco.
Selçuk Uluergüven murió el 8 de enero de 2014, a los 73 años de edad, en el Hospital Universitario de Adnan Menderes en Aydin. Él había estado en el hospital durante los tres meses previos a su muerte para recibir tratamiento por una prótesis femoral luxada.